# Rómulo Antonio Braschi
Rómulo Antonio Braschi (* 25. Dezember 1941 in Buenos Aires) ist ein argentinischer Bischof der Freikatholischen Kirche.

## Leben
Braschi studierte katholische Theologie und wurde im August 1966 zum Priester geweiht. Er gehörte der Bewegung der Arbeiterpriester in Südamerika an und war Mitglied der Organisation Movimiento de Sacerdotes para el Tercer Mundo (MSTM). Enttäuscht vom Verhalten der argentinischen katholischen Kirche, die mit der argentinischen Militärdiktatur paktierte, distanzierte er sich von der Hierarchie der römisch-katholischen Kirche.
Nach Repressalien des Regimes gründete er 1975 in Buenos Aires eine vom Heiligen Stuhl unabhängige (Untergrund-)Kirche und zog sich die Tatstrafe der Exkommunikation zu. Es entstand die Freikatholische Kirche mit Sitz in München. Zum Bischof dieser Kirche wurde er durch Hilarios Ungerer geweiht. Auch führt Braschi seine – laut Notariatsakt – am 30. Januar 1999 durchgeführte Bischofsweihe „sub conditione“ auf Jerónimo José Podestá zurück. Die Bischofsweihe liegt damit in der Linie der apostolischen Sukzession, was Voraussetzung für ihre Gültigkeit ist.
Zu seiner Bischofsweihe führt Braschi aus:

„Der römisch-katholische Bischof, der mich geweiht hat, gab mir den Auftrag, explizit Frauen zu Priesterinnen zu weihen. Er machte es geradezu zu einer Bedingung für meine Weihe: Ich musste ihm versprechen, dass ich bereit sei, Frauen die Priesterinnenweihe zu spenden. Sein Überzeugung war, dass man die Hälfte der Menschheit nicht einfach ausgrenzen und ausschliessen dürfte. Dieser Bischof war … Vorsitzender und Leiter vieler kirchlicher Organisationen und ... sah offen die Probleme, die sich durch das Heruntersehen auf Frauen ergeben. Er war in der Priesterausbildung tätig und sah die negativen Folgen die einen von der Frau abgewandten Klerus treffen“

Am 29. Juni 2002 weihte Braschi entgegen dem römisch-katholischen Kirchenrecht (contra legem) zusammen mit Bischof Rafael Ferdinand Regelsberger auf einem Schiff auf der Donau sieben römisch-katholische Theologinnen erstmals zu Priesterinnen. Er hat sein kirchenrechtswidriges Tun eingehend begründet.  Die sieben Frauen wurden durch diesen Akt als Donau-Sieben bekannt. Vor ihrer Priesterweihe waren sie am 24. März 2002 durch Braschi und einen weiteren, bis heute unbekannten römisch-katholischen Bischof ordnungsgemäß zu Diakoninnen geweiht worden.